# كلال (خواص المواد)

الكلال (بالإنجليزية: Fatigue)‏ في علم المواد هو التشوه البنيوي المتدرج والمركز الذي يحدث عندما تتعرض المادة إلى حمل دوري ومتكرر، وتكون قيم الأجهاد الأعظمي أقل من حد إجهاد الشد العادي، وقد يكون أيضا أقل من حد إجهاد الخضوع للمادة.
يحصل الإجهاد المتكرر أو الدوري في كثير من الحالات منها:
1. أسنان المسننات.
2. القواطع.
3. الضاغطات: الأجهزة التي تستخدم في تشكيل المادة عند التصنيع.
4. الطائرات: يتغير الإجهاد الحراري نتيجة تغير الحرارة بين الأرض والجو.

هناك حد يسمى حد التحمل (بالإنجليزية: Endurance Limit)‏ وهو خاصية للمادة ويدل على قيمة الإجهاد الذي إن لم تصل المادة إلى هذا الحد من الإجهاد لا تتعرض للإرهاق مهما تكرر ذلك الإجهاد. ويسمى حد التحمل أيضاً حد الإرهاق.

## اقرأ أيضًا
- مرونة خطية
- تصلد انفعالي
- إجهاد الخضوع
- إجهاد (فيزياء)